# Isoodon fusciventer
Isoodon fusciventer, també conegut com a quenda en la llengua dels noongar, és una espècie de marsupial de la família dels bàndicuts. És endèmic del sud-oest d'Austràlia Occidental. Anteriorment se'l considerava una subespècie de I. obesulus, però el 2018 fou elevat a la categoria d'espècie basant-se en caràcters morfològics dentals.